# 佩雷斯
佩雷斯（Pérez, Peres, Perez），又譯佩雷斯，是西班牙语的姓氏之一。佩雷斯可以指：
Pérez
- 沙治奧·佩雷斯（西班牙語：Sergio Michel "Checo" Pérez Mendoza，1990年1月26日－ ），墨西哥一級方程式車手。
- 盧卡斯·佩雷斯（西班牙語：Lucas Pérez Martínez，1988年9月10日－），西班牙足球運動員。
- 何塞·華金·佩雷斯（西班牙語：José Joaquín Pérez Mascayano；1801年5月6日－1889年7月1日），智利律师、外交官。
- 里戈韦托·洛佩斯·佩雷斯（西班牙语：Rigoberto López Pérez），尼加拉瓜刺客。
- 靴南·佩雷斯（Hernán Arsenio Pérez González，1989年2月25日），巴拉圭職業足球運動員。
- 恩佐·佩雷斯（葡萄牙語：Enzo Nicolás Pérez，1986年2月22日－），阿根廷職業足球運動員。
- 赫费尔松·佩雷斯（西班牙語：Jefferson Pérez，1974年7月1日－），厄瓜多爾田徑運動員。
- 卡莱斯·佩雷斯（加泰隆尼亞語：Carles Pérez Sayol，1998年2月16日－），西班牙職業足球運動員。

Peres
- 連拿度·佩雷斯（葡萄牙語：Reinaldo De Morais Peres，1980年10月22日－），巴西足球運動員。
- 希蒙·佩雷斯（希伯來語：שמעון פרס‎；1923年8月15日－2016年9月28日），以色列政治家。

Perez
- 艾倫·佩雷斯（英語：Ellen Perez，1995年10月10日－），澳大利亞職業網球運動員。

|  | 本页或本分段罗列了姓氏为「佩雷斯」的人物。 如果是一个指代特定个人的内链将您引导到本页，請考慮修正該人物的名字以將链接指向正確的條目。 |